# Lábrea
Lábrea é um município brasileiro no interior do estado do Amazonas, Região Norte do país. Sua população é de 47 685 habitantes, de acordo com estimativas do Instituto Brasileiro de Geografia e Estatística (IBGE) em 2021, É o único município brasileiro que faz divisa com duas capitais estaduais, são elas Porto Velho e Rio Branco.

## História
A cidade de Lábrea foi fundada através da lei provincial número 523 de 14 de maio de 1881, elevando a freguesia de Lábrea à categoria de vila.
Sua história, que remonta às grandes levas de imigrantes nordestinos durante a fase áurea da borracha, encontra-se intimamente ligada ao movimento da Igreja Católica. A primeira missão estabeleceu-se à foz do rio Ituxi, sendo nomeada de Nossa Senhora de Nazaré do Rio Ituxi e tendo como superior o capuchinho frei Pedro de Ceriana.
Ao início de seu povoamento, quando criado o município sendo desmembrado de Manaus, seus limites vinham desde a boca do Abufari à Bolívia. Inicialmente seu fundador, o maranhense, coronel Antônio Rodrigues Pereira Labre, a idealizou na localidade denominada Terra Firme do Amaciary.
Com a criação da paróquia de Nossa Senhora de Nazaré de Lábrea por Dom Antônio Macedo Costa, na época bispo de Pará e Amazonas, veio à cidade um de seus maiores colaboradores, o cearense de Aracati, padre Francisco Leite Barbosa, com seu trabalho de assistência religiosa aos fiéis, não esquecendo-se de zelar pelo bem estar de seu rebanho. Fez várias desobrigas ao longo do rio Purus e seus afluentes. Seu principal marco ainda hoje lembrado na cidade é a Igreja Matriz de Nossa Senhora de Nazaré. Pedindo e recebendo donativos e esmolas, ele com muito sacrifício, esforço e dedicação, iniciou os trabalhos, mas não conseguiu ver o fruto de seu suor terminado, pois pediu demissão do cargo de pároco após doar quase 31 anos de sua vida ao trabalho pastoral em Lábrea. Mas, a 5 de setembro de 1911, a então catedral de Nossa Senhora de Nazaré foi abençoada.
A maior parte de sua extensão territorial é quase que totalmente formada pela densa selva amazônica e pode ser alcançada por terra também a partir da cidade de Porto Velho (RO), tomando-se a estrada para Humaitá (AM). É uma região ainda quase que despovoada sendo que a densidade demográfica da mesma é de 0,4 habitantes por quilômetro quadrado.

## Geografia

### Clima
Segundo dados do Instituto Nacional de Meteorologia (INMET), referentes ao período de 1973 a 1989 e a partir de 1993, a menor temperatura registrada em Lábrea foi de 7,8 °C em 7 de julho de 1989, e a maior atingiu 40 °C em 3 de setembro de 1996. O maior acumulado de precipitação em 24 horas foi de 199,2 milímetros (mm) em 25 de abril de 1985. Março de 1993, com 801 mm, foi o mês de maior precipitação.
| Dados climatológicos para Lábrea | Dados climatológicos para Lábrea | Dados climatológicos para Lábrea | Dados climatológicos para Lábrea | Dados climatológicos para Lábrea | Dados climatológicos para Lábrea | Dados climatológicos para Lábrea | Dados climatológicos para Lábrea | Dados climatológicos para Lábrea | Dados climatológicos para Lábrea | Dados climatológicos para Lábrea | Dados climatológicos para Lábrea | Dados climatológicos para Lábrea | Dados climatológicos para Lábrea |
| Mês | Jan                              | Fev                              | Mar                              | Abr                              | Mai                              | Jun                              | Jul                              | Ago                              | Set                              | Out                              | Nov                              | Dez                              | Ano                              |
| --- | -------------------------------- | -------------------------------- | -------------------------------- | -------------------------------- | -------------------------------- | -------------------------------- | -------------------------------- | -------------------------------- | -------------------------------- | -------------------------------- | -------------------------------- | -------------------------------- | -------------------------------- |
| Temperatura máxima recorde (°C) | 36,6                             | 39,2                             | 37                               | 38,4                             | 36,6                             | 38,5                             | 38,2                             | 39,2                             | 40                               | 39,8                             | 38,4                             | 37                               | 40                               |
| Temperatura máxima média (°C) | 31,5                             | 31,4                             | 31,6                             | 31,8                             | 31,5                             | 31,5                             | 32,7                             | 33,6                             | 33,6                             | 33,1                             | 32,2                             | 31,6                             | 32,2                             |
| Temperatura média compensada (°C) | 26,1                             | 26,1                             | 26                               | 26,2                             | 25,8                             | 25,4                             | 25,4                             | 26,1                             | 26,6                             | 26,6                             | 26,2                             | 26                               | 26                               |
| Temperatura mínima média (°C) | 21,9                             | 21,8                             | 22                               | 21,8                             | 21,6                             | 20,3                             | 19,2                             | 20,1                             | 21                               | 21,4                             | 21,3                             | 21,5                             | 21,2                             |
| Temperatura mínima recorde (°C) | 16,2                             | 16,2                             | 15,6                             | 17                               | 10,8                             | 10,2                             | 7,8                              | 11                               | 12                               | 15,4                             | 16,2                             | 15,8                             | 7,8                              |
| Precipitação (mm) | 314,1                            | 315,2                            | 357,7                            | 273,7                            | 147,8                            | 46,1                             | 32,4                             | 72,7                             | 112,5                            | 198,8                            | 243,2                            | 291,2                            | 2 405,4                          |
| Dias com precipitação (≥ 1 mm) | 19                               | 18                               | 19                               | 17                               | 13                               | 6                                | 5                                | 6                                | 8                                | 11                               | 15                               | 18                               | 155                              |
| Umidade relativa compensada (%) | 87,6                             | 87,6                             | 87,9                             | 87,9                             | 87,7                             | 85,6                             | 82,1                             | 80,3                             | 81,1                             | 83,1                             | 85,7                             | 87,3                             | 85,3                             |
| Insolação (h) | 93                               | 84,6                             | 93,8                             | 102,1                            | 131                              | 179,7                            | 209,4                            | 177,1                            | 145,5                            | 134,1                            | 113,2                            | 94,1                             | 1 557,6                          |
| Fonte: Instituto Nacional de Meteorologia (INMET) (normal climatológica de 1981-2010; recordes de temperatura: 01/01/1973 a 31/12/1989 e 01/01/1993-presente) |                                  |                                  |                                  |                                  |                                  |                                  |                                  |                                  |                                  |                                  |                                  |                                  |                                  |

### Meio ambiente

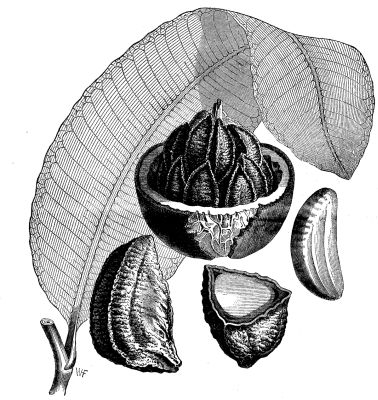
Castanha do pará (Bertholletia excelsa).

O município de Lábrea está inserido no bioma amazônico. Nele há algumas unidades de conservação, a exemplo exemplo RESEX Médio Purus e Reserva Extrativista (Resex) Rio Ituxi[ligação inativa] mantido com parceria com o Instituto Chico Mendes e o seringal Novo Encanto.
O Seringal Novo Encanto é mantido sob responsabilidade da Associação Novo Encanto uma organização não-governamental fundada por membros da União do Vegetal e que conta com seu apoio institucional desde 1990. Ocupando  8.125 hectares de floresta nativa, situada neste município na  fronteira do Amazonas com o Acre, o seringal Novo Encanto, é uma região de grande importância ambiental devido à intensa biodiversidade, com 381 espécies de plantas identificadas. Ele tem uma grande variedade de sistemas hídricos drenados pelo Rio Iquiri / Rio Ituxi afluentes do Rio Purus.
Além do rio essa região do seringal possui doze igarapés e seis lagoas. A Associação Novo Encanto  realiza diversas ações para preservar esta porção de floresta contra invasões, extração de madeira e devastação da floresta. Parte das ações é focada em atividades de ecoturismo e atividades econômicas sustentáveis como a produção de castanhas e couro vegetal.

### Bairros[10]
- Bairro da Fonte - 5.981 habitantes
- Vila Falcão - 5.135 habitantes
- Centro - 4.143 habitantes
- Pantanal - 2.471 habitantes
- Barra Limpa - 2.445 habitantes
- Nossa Senhora de Fátima - 2.011 habitantes
- São José - 1.791 habitantes
- Bairro Novo - 230 habitantes

## Economia
O Produto Interno Bruto (PIB) de Lábrea é um dos maiores do Amazonas. A agropecuária é quem mais contribui para a economia do município, totalizando R$ 231,676 milhões em 2010 e colocando o município como o 36º maior PIB da agropecuária no Brasil.

## Cultura
O município situa-se entre dois grandes rios (Purus e Madeira) e duas importantes áreas culturais indígenas na classificação de Galvão  com possível influência em suas tradições. A área cultural Juruá - Purús onde predominam índios das famílias lingüísticas Pano, Aruák, Catuquinas; e Área cultural Tapajós - Madeira onde predominam índios do grupo Tupi (Munduruk´s, Maués, Kawahyb). Consta que em 1854, Frei Pedro Coriana fundou no rio Purus uma missão de índios, sob o nome de São Luís Gonzaga, com índios Muras, Cauinicis, Mamurus, Jamadis, Purupurus.
O processo de colonização e a característica de se encontrar entre três estados brasileiros (Acre, Amazonas e Rondônia com histórias distintas e forte influência da colonização boliviana lhe asseguram características, no mínimo especiais, que precisam ser melhor avaliadas para o entendimento de sua rica diversidade cultural. Quanto às condições para educação no município, segundo dados do IBGE Cidades, em 2009, registraram-se 9437 matrículas no ensino fundamental e 1430 para o ensino médio.
Observa-se que considerando-se a cor ou raça, segundo IBGE, 2000 na Região Norte do Brasil apenas 1,7 % dos habitantes (12.911.170 / 213.443) foram recenseados e/ou se declararam como indígenas. Concentrando-se essa população nos estados do Amazonas (4%) em relação ao Acre (1,4%) e Rondônia (0,8%). Observe-se também que apesar da relevância, tais características da população residente não são suficientes para explicar as manifestações da religião, folclore e sobrevivências culturais da região.

### Principais festas
- Aniversário da cidade (7 de março)
- Festas juninas
- Festa do SOL (a principal)
- Festa da padroeira Nossa Senhora de Nazaré

## Transporte rodoviário
A Rodovia Transamazônica (BR-230) termina na cidade de Lábrea e é a única forma de chegar por terra.

## Transporte aéreo
A cidade de Lábrea possui ligação em dois voos semanais direto com Manaus (AM), através dos voos da MAP Linhas Aéreas em aeronave ATR 42. Também possui ligação com Porto Velho (RO) através dos voos da Rio Madeira Aerotáxi (RIMA).